# Droogpistool

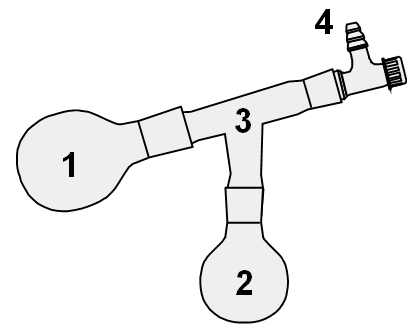
Algemene voorstelling van een droogpistool:
1. Kolf met te drogen product
2. Kolf met het droogmiddel
3. Verbindingsstuk met 3 slijpstukken
4. Kraantje als verbinding tot oliepomp

Een droogpistool is een laboratoriuminstrument dat wordt gebruikt om bepaalde stoffen chemisch te drogen. Een droogpistool wordt opgebouwd rond een glazen verbindingsstuk (3) met 3 slijpstukken. In een grote rondbodemkolf (1) wordt het te drogen product gebracht. In een kleinere rondbodemkolf (2) wordt het droogmiddel fosforpentaoxide ({\displaystyle {\ce {P2O5}}}) gebracht. In het slijpstuk van deze kolf wordt een kleine hoeveelheid glaswol gebracht, om te verhinderen dat deeltjes van het droogmiddel in contact komen met het te drogen product. Aan het overblijvende slijpstuk wordt een kraantje (4) verbonden dat in contact staat met een oliepomp. Deze oliepomp zorgt voor een vacuüm (minder dan 13,3 Pa) in het droogpistool, wat de verdamping van water bevordert. Wanneer het vacuüm is aangelegd, kan het kraantje worden dichtgedraaid en de oliepomp worden afgekoppeld. Het gecreëerde vacuüm zal nu verder zijn werk doen en het fosforpentaoxide zal reageren met het vrijkomende water tot fosforzuur:
{\displaystyle {\ce {P2O5 + 3 H2O -> 2 H3PO4}}}